# فرانسوا غيندرون
فرانسوا غيندرون هو سياسي كندي، ولد في 3 نوفمبر 1944 في Val-Paradis, Quebec ‏ في كندا. نشط حزبياً في الحزب الكيبيكي. وقد انتخب Deputy Premier of Quebec ‏ (19 سبتمبر 2012 – 23 أبريل 2014) وانتخب Minister of Agriculture of Quebec ‏ (19 سبتمبر 2012 – 23 أبريل 2014) وانتخب عضو الجمعية الوطنية في كيبك ‏ عن دائرة Abitibi-Ouest (electoral district) ‏ خلال فترته النيابية ‏ (15 نوفمبر 1976 – 1 أكتوبر 2018).

## وصلات خارجية
- الموقع الرسمي